# Margarita Maldonado Colón
Margarita Maldonado Colón es una escritora e investigadora puertorriqueña.

## Biografía
Maldonado Colón nació en Bayamón, Puerto Rico y se crio en Toa Baja. Escritora de la generación del 70, publica tardíamente con mucho éxito su novela El umbral del tiempo (2005), que se enseña en diversos centros universitarios del país y de Estados Unidos y fue premio de novela del Pen Club de Puerto Rico. En 1999 ganó el premio del Ateneo Puertorriqueño por su cuento "El primer día de la historia". En 2008 publicó su colección de cuentos El envés de la frontera donde recoge su laureado cuento junto a otras excelentes narraciones. Maldonado Colón es una dedicada investigadora intelectual; su tesis de Maestría del Departamento de Estudios Hispánicos de la Universidad de Puerto Rico versa sobre Manuel Zeno Gandía: "Garduña: El mundo del azúcar y el drama de una confrontación; Estudio sociológico" (1993), por la que recibió elogios de su comité evaluador.
Actualmente trabaja en una continuación de su novela: El tiempo del umbral (inédita) y en otras narraciones. Se dedica a labores editoriales para la Editorial Los libros de la Iguana.

## Obras
- El umbral del tiempo (novela, 2005) ISBN 1-881732-04-5
- El envés de la frontera (colección de cuentos, 2008) ISBN 0-9802106-5-8